# Pont de la Tournelle

Die 1918 abgerissene Vorgängerbrücke, 1862 von Stanislas Lépine gemalt

Der Pont de la Tournelle (dt. Übersetzung: Türmchenbrücke) ist eine Straßenbrücke über die Seine in Paris. Er verbindet die Île Saint-Louis im 4. Arrondissement mit dem Quai de la Tournelle im 5. Arrondissement.
Seit 1759 wird an dieser Brücke der Pegelstand gemessen.

## Geschichte
An der Stelle, an der der Pont de la Tournelle steht, gab es bereits im Mittelalter eine Holzbrücke, die am 21. Januar 1651 durch ein Hochwasser schwer beschädigt und 1656 als Steinbrücke wiederaufgebaut wurde. 1918 abgerissen, wurde sie 1928 durch den heutigen Bau ersetzt. Dessen Architekten waren Pierre Guidetti und dessen Bruder Louis, technischer Ingenieur war Henri Lang.
Der Pont de la Tournelle ist bewusst unsymmetrisch gebaut, um dem Bild der Seine an diesem Ort zu entsprechen. Er besteht aus einem großen Zentralbogen und zwei kleineren Bögen und hat an der Rive Gauche einen Pylon von fast 15 Metern Höhe, der von einer Statue der heiligen Genoveva von Paris gekrönt wird. Die Statue stammt von Paul Landowski, der sie zur Kathedrale Notre-Dame hin blicken lassen wollte. Da Genoveva jedoch die Stadt vor den anstürmenden Hunnen bewahrt haben soll, setzte sich der Ingenieur Henri Lang durch, daher ist sie nach Osten orientiert. Der Streit zwischen Landowski und Lang beschäftigte das Stadtparlament führte sogar zu einer Verschiebung der Einweihung der Brücke.
Der Name Tournelle stammt von einem Turm der Stadtmauer aus dem 13. Jahrhundert.

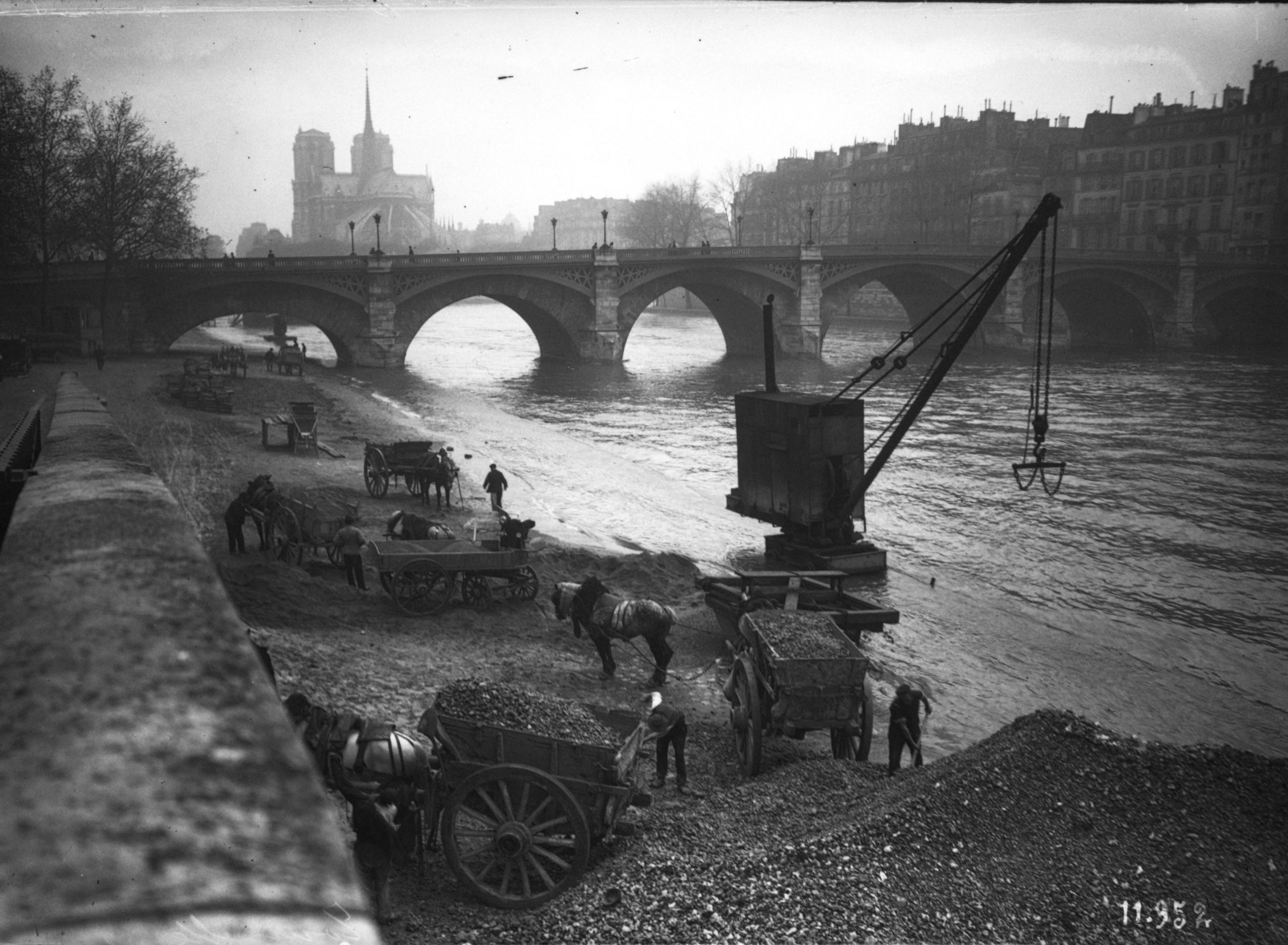
Der alte Pont de Tournelle nach dem Seinehochwasser des Jahres 1910
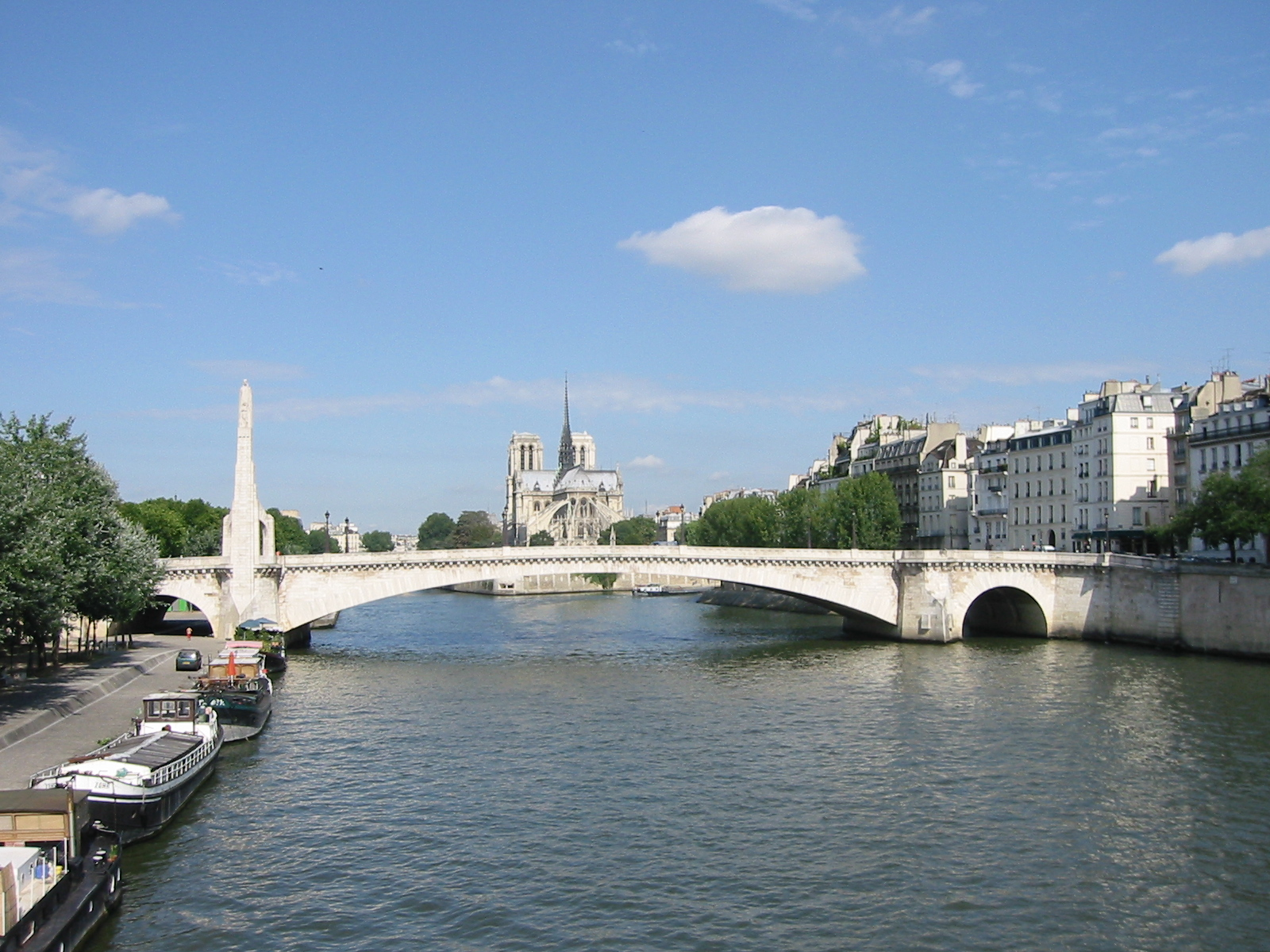
Der neue Pont de Tournelle vom Pont de Sully aus gesehen